# Trofeo Lodovico Scarfiotti
Il Trofeo Lodovico Scarfiotti o Sarnano-Sassotetto è una cronoscalata automobilistica, che si svolge sulla strada provinciale 120 che collega Sarnano a Bolognola. Organizzata dall'ACI di Macerata, è valida per il campionato Italiano Velocità Montagna, per il campionato Italiano Velocità Salita Auto storiche e per la challenge Salita Piloti Autostoriche. Il nome della coppa è dedicato al pilota torinese Ludovico Scarfiotti, morto l'8 giugno 1968 a causa di un incidente durante una cronoscalata a Rossfeld.

## Storia
Il Trofeo Lodovico Scarfiotti nasce il 20 luglio 1969, l'anno dopo la morte del pilota Ludovico Scarfiotti, per ricordarlo dopo la sua morte avvenuta nel 1968. La gara è una cronoscalata che va da Sarnano alla sua frazione di Sassotetto, la stessa tipologia di competizione con cui Scarfiotti perse la vita. Attiva fino alla 17ª edizione, dal 1992 la gara non venne più disputata a causa della mancata organizzazione e di alcune problematiche economiche: già nel 1990 e nel 1991 venne organizzata dall'Organizzazione Airone Racing. Dopo una pausa che va dal 1992 al 2007, la gara ritorna operativa da 2008 grazie al contributo dell'allora Presidente dell’ACI di Macerata Giovanni Battistelli e dell'allora sindaco di Sarnano Federico Marconi. Mauro Nesti, 9 volte campione della cronoscalata, in un'intervista del 2008 di TVRS, definì il percorso come il più bello dell'Europa.
A causa della pandemia di COVID-19 in Italia, l'edizione del 2020, prevista dal 1 al 3 maggio, è stata annullata nonostante si sia provato a curare un protocollo di sicurezza. Sia il sindaco di Sarnano, Luca Piergentili, che il presidente dell'ACI Macerata, Enrico Ruffini, con dispiacere hanno confermato l'importanza di una corsa sicura nel 2021. La conferma della 30ª edizione del 2021 arriva nel dicembre del 2020: originariamente la gara doveva svolgersi dal 30 aprile al 2 maggio, ma a causa della situazione sanitaria incerta legata al SARS-CoV-2, si è svolta dal 21 al 23 maggio. Francesco Acquaroli, presidente della Regione Marche, in visita alla gara, ha affermato che l'evento è importante per una ripresa sia dal terremoto del 2016 e del 2017, che dalla pandemia.
Per l'edizione del 2023, organizzata dal 28 al 30 aprile, la Direzione di gara ha deciso di accorciare il percorso da 10 km circa a 4,15 km, in modo tale di non annullare la gara viste le condizioni atmosferiche avverse per il giorno della gara a causa di una fitta nebbia presso Sassotetto, creatasi dopo le piogge del giorno prima. In questa edizione era prevista anche una chicane in prossimità del rettilineo alla postazione 39, poi eliminata per l'accorciamento del percorso.

## Percorso
La Sarnano-Sassotetto viene gareggiata sulla strada provinciale 120 lungo 9,927 km, rispetto ai 12,4 km originali. Il manto stradale è interamente asfaltato, con una larghezza massima di 9,20 m e minima di 5,60 m (media di 6,65 m). La partenza, che si trova a 502 m s.l.m., si trova in località Brilli, al km 2+290, mentre l'arrivo a Sassotetto, all'altezza di 1 285 m s.l.m., km 12+217. La pendenza della strada percorsa è del 7,92%, con un dislivello di 783 m.

## Albo d'oro[2]

### Trofeo Lodovico Scarfiotti - auto moderne
| Anno      | Vincitore         | Auto                   | Tempo          | Record per tempo   | Record per lunghezza pista | Record generale | Lunghezza pista (in km)                | Note                          |
| --------- | ----------------- | ---------------------- | -------------- | ------------------ | -------------------------- | --------------- | -------------------------------------- | ----------------------------- |
| 1969      | Domenico Scola    | Abarth                 | 6 min 55 s     | Si                 |                            |                 | 12,4                                   |                               |
| 1970      | "G.B."            | Abarth 2000            | 7 min 06 s     |                    |                            |                 | 12,4                                   |                               |
| 1971      | Klaus Reisch      | Alfa Romeo 33          | 6 min 31 s     | Si                 |                            |                 | 12,4                                   |                               |
| 1972      | Domenico Scola    | Chevron 2000           | 6 min 27 s     | Si                 |                            |                 | 12,4                                   |                               |
| 1973      | Mauro Nesti       | March 2000             | 6 min 12 s     | Si                 |                            |                 | 12,4                                   |                               |
| 1974      | Non disputato     | Non disputato          | Non disputato  | Non disputato      | Non disputato              | Non disputato   | Non disputato                          | Non disputato                 |
| 1975      | Mauro Nesti       | Lola-Cebora            | 6 min 10 sec   |                    |                            |                 | 12,4                                   | Campionato Europeo            |
| 1976      | Non disputato     | Non disputato          | Non disputato  | Non disputato      | Non disputato              | Non disputato   | Non disputato                          | Non disputato                 |
| 1977      | Mauro Nesti       | Lola-Cebora            | 6 min 54 s     |                    |                            |                 | 12,4                                   |                               |
| 1978      | Mauro Nesti       | Lola-Cebora            | 6 min 02 s     | Si                 |                            |                 | 12,4                                   | Campionato Europeo            |
| 1979      | Jean-Louis Bos    | Lola-Cebora            | 5 min 54 s     | Si                 |                            |                 | 12,4                                   |                               |
| 1980      | Mario Casciaro    | Lola-BMW               | 5 min 59 s     |                    |                            |                 | 12,4                                   | Campionato Europeo            |
| 1981      | Rolf Göring       | BMW M1                 | 6 min 29 s     |                    |                            |                 | 12,4                                   |                               |
| 1982      | Mauro Nesti       | Osella PA/9            | 6 min 34 s     |                    |                            |                 | 12,4                                   | Campionato Europeo            |
| 1983      | Mauro Nesti       | Osella-Cebora          | 5 min 46 s     | Si                 | Si                         |                 | 12,4                                   |                               |
| 1984      | Mauro Nesti       | Osella PA/10           | 5 min 51 s     |                    |                            |                 | 12,4                                   |                               |
| 1985      | Ezio Baribbi      |                        | 6 min 13 s     |                    |                            |                 | 12,4                                   |                               |
| 1986      | Gara annullata    | Gara annullata         | Gara annullata | Gara annullata     | Gara annullata             | Gara annullata  | Gara annullata                         | Gara annullata                |
| 1987-1989 | Non disputato     | Non disputato          | Non disputato  | Non disputato      | Non disputato              | Non disputato   | Non disputato                          | Non disputato                 |
| 1990      | Mauro Nesti       | Osella PA/9            | 5 min 50 s     |                    | Si                         |                 | 11,8                                   |                               |
| 1991      | Mauro Nesti       | Osella PA/9            | 5 min 58 s     |                    |                            |                 | 11,8                                   |                               |
| 1992-2007 | Non disputato     | Non disputato          | Non disputato  | Non disputato      | Non disputato              | Non disputato   | Non disputato                          | Non disputato                 |
| 2008      | Fabrizio Peroni   | Lucchini SN97-Honda    | 5 min 33 s     | Si                 | Si                         |                 | 5,57                                   |                               |
| 2009      | Filippo Marozzi   | Osella PA21-Honda      | 8 min 38 s     |                    |                            |                 | 8,877                                  |                               |
| 2010      | Tiziano Ferrais   | Ferrais CH2-Alfa Romeo | 8 min 27 s     |                    |                            |                 | 8,877                                  | Risultato per somma dei tempi |
| 2011      | Franco Cinelli    | Lola T99/50-Zytek      | 8 min 32 s     |                    |                            |                 | 8,877                                  | Risultato per somma dei tempi |
| 2012      | Franco Cinelli    | Lola T99/50-Zytek      | 8 min 15 s     |                    |                            |                 | 8,877                                  | Risultato per somma dei tempi |
| 2013      | Domenico Scola JR | Osella PA21S-Honda     | 8 min 06 s     |                    |                            |                 | 8,877                                  | Risultato per somma dei tempi |
| 2014      | Simone Faggioli   | Norma M20FC-Zytek      | 7 min 37 s     |                    |                            |                 | 8,877                                  | Risultato per somma dei tempi |
| 2015      | Simone Faggioli   | Norma M20FC-Zytek      | 7 min 29 s     |                    |                            |                 | 8,877                                  | Risultato per somma dei tempi |
| 2016      | Simone Faggioli   | Norma M20FC-Zytek      | 4 min 06 s     | Si                 |                            |                 | 8,877                                  |                               |
| 2017      | Simone Faggioli   | Norma M20FC-Zytek      | 3 min 42 s     | Si                 | Si                         | Si              | 8,877                                  |                               |
| 2018      | Christian Merli   | Osella FA30-Zytek LRM  | 3 min 44 s     |                    |                            |                 | 8,877                                  |                               |
| 2019      | Michele Fattorini | Osella FA30-Zytek      | 3 min 52 s     |                    |                            |                 | 8,877                                  |                               |
| 2020      | Gara annullata    | Gara annullata         | Gara annullata | Gara annullata     | Gara annullata             | Gara annullata  | Gara annullata                         | Gara annullata                |
| 2021      | Simone Faggioli   | Norma M20FC-Zytek      | 4 min 04 s     | Si                 | Si                         |                 | 9,977                                  |                               |
| 2022      | Christian Merli   | Osella FA30            | 4 min 40 s     |                    |                            |                 | 9,977                                  |                               |
| 2023      | Simone Faggioli   | Norma M20FC-Zytek      | 1 min 47 s     | Non classificabile | Non classificabile         |                 | 4,15 (percorso variato causa maltempo) | [ 10 ]                        |
| 2024      | Simone Faggioli   | Nova Proto NP01-2      | 4 mim 14 s     |                    |                            |                 |                                        |                               |
| 2025      | Stefano Di Fulvio | Nova Proto NP01        | 4 min 15 s     |                    |                            |                 |                                        |                               |

### Trofeo Storico Lodovico Scarfiotti - auto storiche
| 1985      | Annibale Cecconi       | Porsche 718             | 7 min 48 s                                  |                    |               |               |               |
| 1986-2008 | Non disputato          | Non disputato           | Non disputato                               | Non disputato      | Non disputato | Non disputato | Non disputato |
| 2009      | Pierluigi Carnevaletti | Bogani Sport            | 11 min 7 s                                  |                    |               |               |               |
| 2010      | Piergiovanni Volpinari | Lotus Europa            | 11 min 26 s                                 |                    |               |               |               |
| 2011      | Marco Naldini          | Osella PA9-Ford         | 9 min 45 s                                  |                    |               |               |               |
| 2012      | Piero Lottini          | Osella PA9/90-BMW       | 9 min 18 s                                  |                    |               |               |               |
| 2013      | Stefano Di Fulvio      | Osella PA9/90-BMW       | 4 min 19 s (26 ms)                          | Si                 |               |               |               |
| 2014      | Stefano Di Fulvio      | Osella PA9/90-BMW       | 5 min 8 s                                   |                    |               |               |               |
| 2015      | Guido Vivalda          | Porsche 911 Carrera RSR | 5 min 10 s                                  |                    |               |               |               |
| 2016      | Stefano Di Fulvio      | Osella PA9/90-BMW       | 4 min 53 s                                  |                    |               |               |               |
| 2017      | Antonio Angiolani      | March 783-Toyota        | 5 min 8 s                                   |                    |               |               |               |
| 2018      | Stefano Peroni         | Martini Mk32            | 4 min 19 s (60 ms)                          |                    |               |               |               |
| 2019      | Stefano Peroni         | Martini Mk32            | 4 min 24 s                                  |                    |               |               |               |
| 2021      | Stefano Peroni         | Martini Mk32-BMW        | 4 min 44 s                                  |                    |               |               |               |
| 2022      | Stefano Peroni         | Martini Mk32-BMW        | 4 min 41 s                                  |                    |               |               |               |
| 2023      | Stefano Peroni         | Martini Mk32-BMW        | 2 min 1 s (percorso variato causa maltempo) | Non classificabile |               |               |               |
| 2024      | Stefano Peroni         | Martini Mk32-BMW        | 4 min 46 s                                  |                    |               |               |               |
| 2025      | Giuliano Peroni        | Osella PA8/9            | 5 min 21 s                                  |                    |               |               |               |